# McCoy Tyner
Alfred McCoy Tyner, född 11 december 1938 i Philadelphia, Pennsylvania, död 6 mars 2020 i Bergenfield, New Jersey, var en amerikansk jazzpianist. Han är mest känd för sitt samarbete med saxofonisten John Coltrane. Tyner har också kallats för en av 1900-talets mest inflytelserika jazzpianister, vilket vissa menar beror på hans tid med Coltrane.

## Biografi
Tyner föddes i Philadelphia som det äldsta av tre barn. Han uppmuntrades av sin mor att lära sig spela piano, vilket han gjorde vid 13 års ålder. Inom två år hade musiken blivit det centrala i hans liv.  
Första gången Tyner fick större uppmärksamhet var som pianist i Benny Golsons och Art Farmers Jazztet (1959). Efter att han lämnat Jazztet blev Tyner medlem i John Coltranes grupp 1960. Coltrane hade då redan känt Tyner ett tag och spelat en av dennes kompositioner, "The Believer", redan 1958. The Coltrane Quartet, som bestod av Coltrane på tenorsaxofon, Tyner, Jimmy Garrison på bas och Elvin Jones på trummor, turnerade nästan utan uppehåll mellan 1961 och 1965 och spelade in ett antal album som fått status som klassiker, däribland Live at the Village Vanguard, Ballads, Crescent, A Love Supreme, och The John Coltrane Quartet Plays …, på skivmärket Impulse!.
Tyner har även spelat in ett antal mycket inflytelserika album på egen hand. Medan han ingick i Coltranes grupp spelade han in en serie relativt konservativa album (främst i pianotrioformatet) för Impulse. Efter att han lämnat Coltranes grupp gjorde han flera post-bop-album som gavs ut på skivmärket Blue Note under perioden 1967 till 1970: The Real McCoy (1967) Tender Moments (1967),  Expansions (1968) och Extensions (1970). Kort därefter flyttade han till märket Milestone och spelade in flera inflytelserika skivor, bland andra Sahara (1972) och Enlightenment (1973). Hans musik för Blue Note och Milestone tog ofta sin utgångspunkt i Coltranekvartettens musik, men rörde sig i olika riktningar genom att bland annat införliva element ur afrikansk och östasiatisk musik. Dessa album ges ofta som exempel på vital, innovativ jazz från 1970-talet som var varken jazz fusion eller frijazz. Skivan Trident från 1975 är anmärkningsvärd för att Tyner där spelar cembalo, ett sällan hört instrument i jazz, och celesta, förutom huvudinstrumentet piano. 
Tyner anges ofta som en stor influens för yngre jazzmusiker. Han har fortsatt att spela in musik och turnera och spelade under 1980- och 1990-talen med en trio som inkluderade Avery Sharpe på bas och Aaron Scott på trummor. Tyner spelar numera in skivor för märket Telarc och har spelat med olika trioformationer. 
Tyner har framträtt i Sverige tillsammans med John Coltrane ett flertal tillfällen på 60-talet  och under senare år  bland annat på Stockholm Jazz Festival 2009 med sin ordinarie trio samt gästgitarristen Bill Frisell och blåsaren Gary Bartz. I februari 2010 spelade Tyner i Stenhammarssalen i Göteborg

## Privatliv
Tyner var sunnimuslim en period med början när han var arton år. Hans muslimska namn var Sulaimon Saud. 
McCoy Tyner har varit gift och har tre söner. 

## Diskografi
(titel - utgivningsår - skivmärke)
- Inception - 1962 - Impulse!
- Great Moments with Mccoy Tyner - 1962 - Impulse!
- Nights of Ballads and Blues - 1963 - Impulse!
- Today and Tomorrow - 1963 - Impulse!
- Live at Newport - 1963 - Impulse!
- Reaching Fourth - 1963 - Impulse!
- McCoy Tyner Plays Ellington - 1964 - Impulse!
- The Real McCoy - 1967 - Blue Note
- Tender Moments - 1967 - Blue Note
- Time for Tyner - 1968 - Blue Note
- Expansions - 1968 - Blue Note
- Cosmos - 1969 - Blue Note
- Extensions - 1970 - Blue Note
- Asante - 1970 - Blue Note
- Sahara - 1972 - Milestone/OJC
- Song for My Lady - 1972 - Milestone/OJC
- Echoes of a Friend - 1972 - Milestone/OJC
- Song of the New World - 1973 - Milestone/OJC
- Enlightenment - 1973 - Milestone/OJC
- Sama Layuca - 1974 - Milestone/OJC
- Atlantis - 1974 - Milestone/OJC
- Trident - 1975 - Milestone/OJC
- Fly with the Wind - 1976 - Milestone/OJC
- Focal Point - 1976 - Milestone
- Four Times Four - 1976 - Milestone
- Supertrios - 1977 - Milestone
- Inner Voices - 1977 - Milestone
- The Greeting - 1978 - Milestone
- Passion Dance - 1978 - Milestone
- Together - 1978 - Milestone
- Horizon - 1979 - Milestone
- 4 X 4 - 1980 - Milestone
- 13th House - 1981 - Milestone
- La Leyenda de La Hora - 1982 - Columbia
- Looking Out - 1982 - Columbia
- Dimensions - 1984 - Elektra
- It's About Time - 1985 - Blue Note
- Double Trios - 1986 - Denon
- Bon Voyage - 1987 - Timeless
- Tribute to John Coltrane - 1987 - Impulse!
- Live at the Musicians Exchange Cafe - 1987 - Who's Who In Jazz
- What's New? - 1987 - WestWind
- Revelations - 1988 - Blue Note
- Uptown/Downtown - 1988 - Milestone
- Live at Sweet Basil, Vol. 1 - 1989 - KING Records
- Live at Sweet Basil, Vol. 2 - 1989 - KING Records
- Things Ain't What They Used to Be - 1989 - Blue Note
- Soliloquy - 1991 - Blue Note
- Remembering John - 1991 - Enja
- New York Reunion - 1991 - Chesky
- 44th Street Suite - 1991 - Red Baron
- Key of Soul - 1991 - Sweet Basil
- The Turning Point - 1991 - Verve
- Just Feelin' - 1991 - Palo Alto
- Hot Licks: Giant Steps - 1993 - Sound Solutions
- Journey - 1993 - Verve
- Manhattan Moods - 1993 - Blue Note
- Solar: McCoy Tyner Trio Live at Sweet Basil - 1993 - Compose
- Prelude and Sonata - 1994 - Milestone
- Infinity - 1995 - Impulse!
- Live in Warsaw - 1995 - Who's Who In Jazz
- Autumn Mood - 1997 - Delta
- What the World Needs Now: The Music of Burt Bacharach - 1997 - GRP
- McCoy Tyner & the Latin All-Stars - 1999 - Telarc
- McCoy Tyner with Stanley Clarke & Al Foster - 2000 - Telarc
- Immortal Concerts: Beautiful Love - 2000 - Giants of Jazz
- At the Warsaw Jamboree - 2000 - Starburst
- Jazz Roots: McCoy Tyner Honors Jazz Piano Legends of the 20th Century - 2000 - Telarc
- McCoy Tyner Plays John Coltrane: Live at the Village Vanguard - 2001 - Impulse!
- Live in Warsaw: Lady From Caracas - 2001 - TIM
- Port au Blues - 2002 - Past Perfect
- Suddenly - 2002 - Past Perfect
- Land of Giants - 2003 - Telarc
- Hip Toe: Live at the Musicians Exchange Cafe 1987 - 2004 - Universe
- Modern Jazz Archive [live] - 2004 - Membran International
- Illuminations - 2004 - Telarc
- Counterpoints: Live in Tokyo 1978 - 2004 - Milestone
- Warsaw Concert 1991 - 2004 - Fresh Sounds
- Quartet - 2007 - McCoy Tyner Music
- Guitars - 2008 - McCoy Tyner Music
- Solo: Live from San Francisco - 2009 - McCoy Tyner Music